# Power and Pain
Power and Pain è il primo album in studio del gruppo musicale Thrash metal statunitense Whiplash, pubblicato nel 1985 per l'etichetta discografica Roadrunner Records.

## Tracce
Testi e musiche di Tony Portaro.
1. Stagedive - 3:09
2. Red Bomb - 5:18
3. Last Man Alive - 3:31
4. Message In Blood - 4:04
5. Warmonger - 3:18
6. Power Thrashing Death - 4:13
7. Stirring the Cauldron - 4:18
8. Spit On Your Grave - 2:49
9. Nailed to the Cross - 4:05

## Formazione
Gruppo
- Tony Portaro - chitarra e voce
- Tony Bono - basso
- Tony Scaglione - batteria

Altri musicisti
- Peter Steele - cori
- Vinnie Stigma - cori
- Louie Beato - cori
- Rob Kabula - cori